# 3-MCPD
3-MCPD (3-chlorpropan-1,2-diol; zkratka je z názvu 3-monochlorpropan-1,2-diol) je organická sloučenina, chlorovaný dihydroxylovaný derivát uhlovodíku. Je karcinogenní, velmi podezřelý z genotoxicity pro člověka a vyvolává mužskou neplodnost. Je vedlejším produktem, který může vznikat v potravinách; je nejrozšířenějším členem skupiny kontaminantů známé jako chlorpropanoly.
V potravinách vzniká nejčastěji hydrolýzou bílkovin po přidání kyseliny chlorovodíkové s cílem urychlit reakci (sójových) bílkovin s lipidy za vysokých teplot. 3-MCPD může vznikat také při kontaktu potravin s materiály obsahující vodovzdorné pryskyřice na bázi epichlorhydrinu – používají se při výrobě sáčkovaného čaje a umělých střívek na párky.
Byl nalezen v některých omáčkách z východní a jihovýchodní Asie, například ústřicové, hoisin nebo sojové. Používání kyseliny chlorovodíkové místo tradiční pomalé fermentace je mnohem levnější a rychlejší metoda, nicméně nevyhnutelně produkuje karcinogeny.

## Vstřebávání a toxicita
3-MCPD se považuje za karcinogenní pro hlodavce negenotoxickým mechanismem. Je schopen procházet bariérami mezi krví a varlaty a mezi krví a mozkem. Orální LD50 u potkanů je 152 mg/kg.
3-MCPD má také účinky narušující reprodukční schopnosti samců a může být u potkanů použit jako chemosterilant.

## Právní regulace
Úřad Australia New Zealand Food Authority (ANZFA) určil limit pro 3-MCPD v sojové omáčce na 0,02 mg/kg, tedy na stejné úrovni jako předpis Evropské komise, který nabyl účinnosti v dubnu 2002.

## Incidenty
- Zkoumání sojových omáček a podobných výrobků dostupných ve Velké Británii provádění JFSSG v roce 2000 přineslo zjištění, že více než polovina vzorků obsahuje různé úrovně 3-MCPD.[9]
- V roce 2001 zjistila britská UKFSA při testech různých ústřicových a sojových omáček, že 22 % z nich obsahuje 3-MCPD v množstvích podstatně vyšších, než je v EU považováno za bezpečné. Asi dvě třetiny těchto vzorků obsahovaly také druhý chlorpropanol nazvaný 1,3-DCP (1,3-dichlorpropan-2-ol), u kterého experti doporučují, aby nebyl obsažen v potravinách ani v tom nejmenším množství. Obě chemikálie mohou potenciálně způsobovat rakovinu a agentura proto doporučila, aby byly tyto výroby staženy z trhu.[10][11]
- Britská FSA upozornila na značky a výrobky dovážené z Thajska, Číny, Hongkongu a Tchaj-wanu. Mezi značky uvedené v tomto varování patřily například Golden Mountain, King Imperial, Pearl River Bridge, Jammy Chai, Lee Kum Kee (李錦記), Golden Mark, Kimlan (金蘭）, Golden Swan, Sinsin, Tung Chun nebo Wanjasham. Týkalo se to i omáček Knorr, Uni-President Enterprises Corporation (統一企業公司) z Tchaj-wanu, Silver Swan z Filipín, Ta Tun z Tchaj-wanu, Tau Vi Yeu z Vietnamu a Zu Miao Fo Shan z Číny.[12]
- Poměrně vysoké úrovně 3-MCPD a dalších chlorpropanolů byly nalezeny v sojové omáčce a dalších potravinách z Číny v letech 2002 až 2004.[13]
- V roce 2006 byly některé šarže Marca Pina Soy Sauce (1 litr) kontaminovány 3-MCPD nad limit EU. Podle označení na obalu byly tyto omáčky vyrobeny na Filipínách.
- V roce 2007 byly ve Vietnamu nalezeny toxické úrovně 3-MCPD (testuje se od roku 2001, v roce 2004 bylo ve 33 z 41 testovaných vzorků sojové omáčky zjištěny vysoké úrovně 3-MCPD, v šesti vzorcích bylo dokonce 11 000 – 18 000krát více, než je povoleno)[14] v sojové omáčce. Současně byl objeven formaldehyd v národním jídle Pho a zakázané pesticidy v zelenině a ovoci. Významný deník Thanh Nien Daily to komentoval: „Zdravotnické agentury věděly, že vietnamská sojová omáčka, druhá nejpopulárnější omáčka v zemi hned po té rybí, byla už nejméně od roku 2001 plná karcinogenů.“[15]
- V březnu 2008 byly v Austrálii nalezeny „karcinogeny“ v sojových omáčkách. Lidem bylo doporučeno, aby se sojové omáčce vyhýbali.[16]
- V listopadu 2008 ohlásila britská FSA, že široká škála výrobků od krájeného chleba, přes crackery, karbanátky až po sýry obsahuje nebezpečné úrovně 3-MCPD. Poměrně vysoká množství byla nalezena v populárních výrobcích, například Mother's Pride, Jacobs, John West, Kraft Dairylea a McVitie Krackawheat. Tatáž studie objevila relativně vysoké úrovně i v privátních značkách supermarketů, například karbanátcích Tesco, Hot 'n Spicy Chicken Drumsticks of firmy Sainsbury nebo sucharech Asda. Nejvíce 3-MCPD bylo (kromě sojových omáček) nalezeno v crackerech, 134 μg/kg. Nejvyšší úroveň u sojových omáček byla 93 mg/kg, tedy 700krát vyšší. Limit účinný od následujícího roku bude 20 μg/kg. Bezpečná denní dávka pro osobu o hmotnosti 60 kg je 120 μg.[17]
- Při testech šlehaček ve spreji zjistil spotřebitelský časopis dTest, že jsou ve 20 z 22 šlehaček obsaženy diestery 3-MCPD. Přestože nebyly zatím přímo prokázány karcinogenní účinky těchto diesterů, v trávicím traktu člověka se z nich uvolňuje 3-MCPD.[18][19]